# アンダース・ヘルスバーグ
アンダース・ヘルスバーグ (Anders Hejlsberg デンマーク語発音アナス・ハイスベル、1960年12月 - ) は、デンマークのソフトウェアエンジニアである。ボーランド社から発売されたTurbo Pascalの原作者で、後にDelphiなどの同社を代表する開発ツール製品部門のチーフアーキティクトとして活躍していたが、同社が開発ツール製品事業から一旦撤退を決めた際に、多くの同社同部門の社員たちと共にマイクロソフト社に移籍し、同社のテクニカルフェローを務め、.NET Framework及びC#の設計やTypeScriptのコア開発に従事している。

## ボーランド
1983年、アンダース・ヘルスバーグはデンマークでTurbo Pascalを開発し、それを「旅行者」としてフランスからアメリカに渡ったフィリップ・カーンのもとへ定期的に郵送し、ボーランド・インターナショナル社の製品としてTurbo Pascalを売り歩いた。
1994年、会社の方針をどこに絞るかについて、取締役会が「開発ツール推進派」と「ビジネスソフト推進派」で二分することとなり、結果として開発ツール部門の推進を掲げた同社の社長であったフィリップ・カーンが1995年1月にCEOの座を追われ、その右腕であったアンダース・ヘルスバーグが率いる開発ツール部門も廃止が決定、大量リストラが行われることとなった。その際、アンダース・ヘルスバーグと同社副社長であったポール・グロスは、リストラ対象者ほぼ全員を引き連れてマイクロソフトへ移籍した。

## マイクロソフト
1996年にボーランドからマイクロソフトに移り、J++言語とWindows Foundation Classesの作業にあたり、Microsoft Distinguished EngineerとTechnical Fellowのグループに所属するようになった。2000年からC#言語の設計チームを作製。2012年にはTypeScriptの開発を発表し、現在に至る。